# Noriaki Ishizawa
Noriaki Ishizawa (japanisch 石澤 典明 Ishizawa Noriaki; * 25. Mai 1985 in der Präfektur Hyōgo) ist ein ehemaliger japanischer Fußballspieler.

## Karriere
Seinen ersten Vertrag unterschrieb er 2004 bei Vissel Kobe. Der Verein spielte in der höchsten Liga des Landes, der J1 League. Für den Verein absolvierte er drei Erstligaspiele. Am Ende der Saison 2005 stieg der Verein in die J2 League ab. Im September 2006 wechselte er zu MIO Biwako Kusatsu. Ende 2010 beendete er seine Karriere als Fußballspieler.